# Rick Hoffman
Rick Hoffman (New York, 12 juni 1970) is een Amerikaans acteur.

## Biografie
Hoffman werd geboren in New York maar groeide op in Roslyn (New York). Hij heeft de high school doorlopen aan de Wheatley School High in Nassau County (New York) en hierna ging hij studeren aan de universiteit van Arizona in Tucson. Na het behalen van zijn diploma verhuisde hij naar Los Angeles om daar aan zijn acteercarrière te beginnen. 

## Persoonlijk leven
Hoffman werd in december 2014 vader van een zoon.

## Filmografie

### Films
Uitgezonderd korte films.
- 2023 Round and Round - als Stan
- 2023 Thanksgiving - als Thomas Wright
- 2014 Locker 13 – als Armando
- 2007 Postal – als Mr. Blither
- 2007 Hostel: Part II – als de Amerikaanse zakenman
- 2007 The Condemned – als Goldman
- 2007 Smiley Face – als boos gezicht
- 2005 Hostel – als De Amerikaanse klant
- 2004 Cellular – als advocaat
- 2004 The Day After Tomorrow – als New Yorkse zakenman in bus
- 2004 Paradise – als Clark Cavanaugh
- 2003 I Love Your Work – als Louis
- 2003 The Partners – als kapitein Terlesky
- 2002 Blood Work – als James Lockridge
- 2000 A Better Way to Die – als Regis
- 2000 What Planet Are You From? – als dokter
- 1998 Lethal Weapon 4 – als politieofficier
- 1998 Border to Border – als klerk
- 1998 Johnny Skidmarks – als barkeeper
- 1997 Conspiracy Theory – als nachtwaker
- 1997 The Fanatics – als protesteerder
- 1990 Just Perfect – als dief

### Televisieseries
Uitgezonderd eenmalige gastrollen.
- 2020 - 2023: Billions - als dr. Swerlow - 6 afl.
- 2011 – 2019: Suits – als Louis Litt – 134 afl.
- 2012 - 2014: Suits Webisodes - als Louis Litt - 16 afl.
- 2007 – 2009: Samantha Who? – als Chase Chapman – 9 afl.
- 2009: Knight Rider – als Christopher Stevens – 2 afl.
- 2007: Chuck – als agent Scary – 2 afl.
- 2006: Commander in Chief – als Lance Addison – 2 afl.
- 2005 – 2006: Jake in Progress – als Patrick Van Dorn – 20 afl.
- 2002 – 2005: The Bernie Mac Show – als Jerry Best – 10 afl.
- 2004: The Practice – als D.A. Harvey Clarke – 3 afl.
- 2001 – 2002: Philly – als Terry Loomis - 22 afl.
- 2000 – 2001: The $treet – als Freddie Sacker - 12 afl.

- Biblioteca Nacional de España: XX5801596
- Gemeinsame Normdatei: 1140146882
- International Standard Name Identifier: 0000 0003 7056 0807
- Library of Congress Control Number: no2012066579
- Système universitaire de documentation: 234246456
- Virtual International Authority File: 249855237
- WorldCat: E39PBJyCKTdkRhYcQHwjgHjgrq